# برايان كوتس
برايان كوتس هو لاعب هوكي جليد كندي، ولد في 1952.

## وصلات خارجية
- برايان كوتس على موقع EliteProspects.com (الإنجليزية)
- برايان كوتس على موقع HockeyDB.com (الإنجليزية)
- برايان كوتس على موقع Hockey-Reference.com (الإنجليزية)